# Élections sénatoriales pakistanaises de 2021
Les élections sénatoriales pakistanaises de 2021 ont lieu le 3 mars 2021 afin de renouveler au scrutin indirect la moitié des membres du Sénat du Pakistan.
Le gouvernement fédéral du Premier ministre Imran Khan, qui est en minorité dans la chambre haute sortante avec 41 sièges, espère obtenir une majorité avec ses alliés. Bien qu'arrivé en tête avec ses alliés, il échoue de peu à obtenir la majorité absolue.

## Contexte

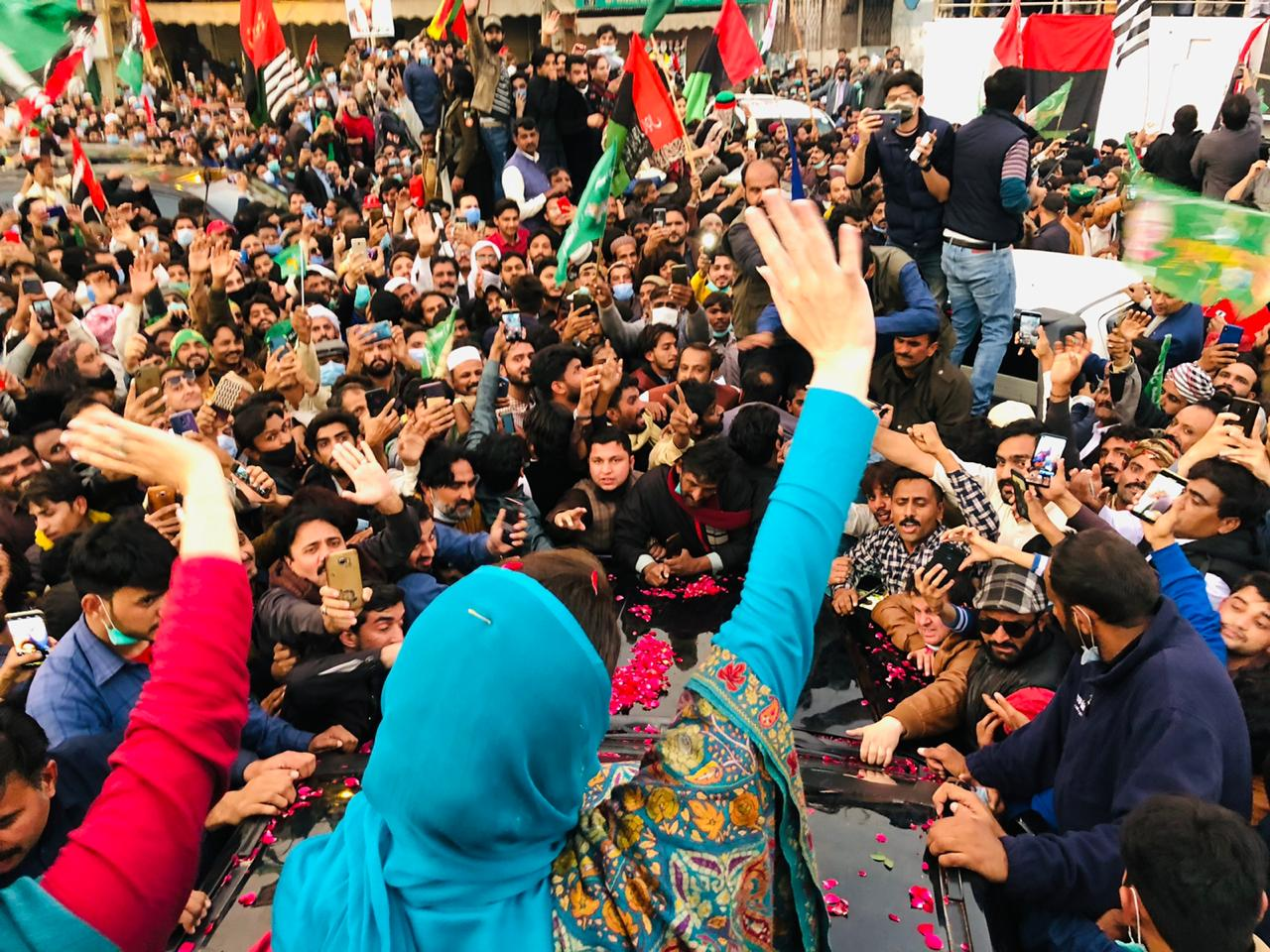
Maryam Nawaz Sharif lors du rassemblement du Mouvement démocratique pakistanais à Multan, novembre 2020.

Ces élections sont les premières depuis l'abolition en 2018 des régions tribales sous administration fédérale, et leur fusion dans la province du Khyber Pakhtunkhwa. Un total de 8 sièges de sénateurs étaient auparavant pourvus par l'Assemblée nationale afin de représenter les régions tribales, renouvelés comme le reste du sénat par moitié tous les trois ans. Les mandats des 8 sénateurs élus avant l'abolition de 2018 se poursuivent néanmoins jusqu'à leur terme, après quoi il ne seront plus renouvelés. Le Sénat est par conséquent composé de 104 sièges avant les élections, après lesquelles 100 sièges demeureront, et ce jusqu'aux élections de 2024 où leur nombre passera à celui définitif de 96 sénateurs.
Le scrutin se tient aussi dans le contexte des protestations conduites par le Mouvement démocratique pakistanais, une coalition rassemblant la plupart des partis d'oppositions, qui accusent le Premier ministre Imran Khan d'avoir été porté au pouvoir par la puissante armée pakistanaise ainsi que de menacer la démocratie. Les membres du mouvement avaient notamment menacé de démissionner de leurs sièges dans les assemblées, afin de perturber la tenue des élections sénatoriales, avant d'y renoncer.
Une victoire du Mouvement du Pakistan pour la justice (PTI) d'Imran Khan est attendue, sans pour autant que celui-ci ne décroche la majorité à la chambre.

## Système électoral
Le Sénat est la chambre haute du parlement bicaméral pakistanais. Il est composé de 100 sièges pourvus au scrutin à vote unique transférable pour un mandat de six ans, renouvelés par moitié tous les trois ans. Les élections ont lieu au scrutin indirect via un collège électoral composé des membres des assemblées provinciales des quatre provinces du pays plus le Territoire fédéral de la capitale, Islamabad, ainsi que par les députés élus dans la province ou territoire en question,.
Chaque province dispose en tout de 23 sièges de sénateurs, dont 14 pourvus sur une liste générale. Les autres sont des sièges réservés, à raison de 4 sièges pour des femmes, 4 pour des technocrates, dont un ouléma, et un siège à un membre d'une minorité religieuse. Le territoire fédéral dispose quant à lui de quatre sièges, dont deux de la liste générale, une femme et un ouléma. À chaque élection, la moitié de tous ces sièges sont ainsi à pourvoir,.

## Résultats
|                           |                                             |      |     |             |        |        |        |        |        |        |             |               |  |  |
| Parti                     | Parti                                       | Voix | %   | Sièges      | Sièges | Sièges | Sièges | Sièges | Sièges | Sièges | Sièges      | Sièges        |  |  |
| Parti                     | Parti                                       | Voix | %   | Total avant | En jeu | Élus   | Élus   | Élus   | Élus   | Élus   | Total après | +/-           |  |  |
| Parti                     | Parti                                       | Voix | %   | Total avant | En jeu | G      | F      | T      | M      | Total  | Total après | +/-           |  |  |
|                           | Mouvement du Pakistan pour la justice (PTI) |      |     | 12          | 5      | 9      | 4      | 4      | 1      | 18     | 25          | 13            |  |  |
|                           | Parti du peuple pakistanais (PPP)           |      |     | 21          | 8      | 6      | 1      | 1      | 0      | 8      | 21          | en stagnation |  |  |
|                           | Ligue musulmane du Pakistan (N) (PML-N)     |      |     | 29          | 16     | 3      | 1      | 1      | 0      | 5      | 18          | 9             |  |  |
|                           | Parti baloutche Awami                       |      |     | 10          | 4      | 3      | 1      | 1      | 1      | 6      | 12          | 3             |  |  |
|                           | Jamiat Ulema-e-Islam                        |      |     | 4           | 2      | 2      | 0      | 1      | 0      | 3      | 5           | 1             |  |  |
|                           | Mouvement Muttahida Qaumi (MQM)             |      |     | 5           | 4      | 1      | 1      | 0      | 0      | 2      | 3           | 2             |  |  |
|                           | Parti national Awami                        |      |     | 1           | 1      | 2      | 0      | 0      | 0      | 2      | 2           | 1             |  |  |
|                           | Parti national (NP)                         |      |     | 5           | 3      | 0      | 0      | 0      | 0      | 0      | 2           | 3             |  |  |
|                           | Parti national baloutche                    |      |     | 1           | 0      | 1      | 0      | 0      | 0      | 1      | 2           | en stagnation |  |  |
|                           | Pashtunkhwa Milli Awami                     |      |     | 3           | 1      | 0      | 0      | 0      | 0      | 0      | 2           | 1             |  |  |
|                           | Jamaat-e-Islami                             |      |     | 2           | 1      | 0      | 0      | 0      | 0      | 0      | 1           | 1             |  |  |
|                           | Ligue musulmane du Pakistan (F)             |      |     | 1           | 0      | 0      | 0      | 0      | 0      | 0      | 1           | en stagnation |  |  |
|                           | Ligue musulmane du Pakistan (Q) (PML-Q)     |      |     | 0           | 0      | 1      | 0      | 0      | 0      | 1      | 1           | 1             |  |  |
|                           | Indépendants                                |      |     | 10          | 7      | 1      | 1      | 0      | 0      | 2      | 5           | 5             |  |  |
|                           |                                             |      |     |             |        |        |        |        |        |        |             |               |  |  |
| Suffrages exprimés        |                                             |      |     |             |        |        |        |        |        |        |             |               |  |  |
| Votes blancs et invalides |                                             |      |     |             |        |        |        |        |        |        |             |               |  |  |
| Total                     | Total                                       |      | 100 | 104         | 52     | 29     | 9      | 8      | 2      | 48     | 100         | 4             |  |  |
| Abstentions               |                                             |      |     |             |        |        |        |        |        |        |             |               |  |  |
| Inscrits / Participation  |                                             |      |     |             |        |        |        |        |        |        |             |               |  |  |

## Analyse
Le scrutin du 3 mars 2021 marque la victoire du Mouvement du Pakistan pour la justice, qui remporte plus du tiers des sièges en jeu. Avec ses partenaires de coalition, il peut compter sur le soutien de 43 sénateurs en plus d'élus indépendants. Bien que perdant des sièges, l'opposition conserve finalement le contrôle du Sénat avec 52 sièges, seule la moitié du Sénat ayant été mise en jeu. Cinq indépendants sont présents dans la nouvelle législature, contre dix auparavant. 
À Islamabad, le candidat du PPP Youssouf Raza Gilani est élu par 169 voix contre 164 pour le ministre des Finances et candidat du PTI Abdul Hafeez Shaikh, une surprise alors que le pouvoir dispose d'une majorité de coalition à l'Assemblée nationale. Le PTI, qui avait demandé en vain la publicité du vote, dénonce des achats de voix.

## Conséquences
Le 12 mars 2021, Sadiq Sanjrani est réélu président du Sénat par 48 voix contre 42 pour Youssouf Raza Gilani et huit votes nuls. Sa victoire est une surprise alors que le candidat commun du Mouvement démocratique pakistanais disposait d'une majorité absolue de 52 sièges. Sept des huit votes nuls étaient en faveur de Gilani, mais sont invalidés pour mauvais positionnement du tampon, celui-ci recouvrant le nom du candidat alors qu'il aurait dû être placé devant. Les partisans de Gilani protestent en pointant les consignes écrites officielles qui indiquent simplement que le tampon doit être placé dans le cadre contenant le nom du candidat. Deux sénateurs, Ishaq Dar et l'unique élu de la Jamaat-e-Islami, sont absents lors du vote. 
Candidat du Mouvement du Pakistan pour la justice, Mirza Mohammad Afridi est largement élu vice-président par 54 voix contre 44 pour Abdul Ghafoor Haideri, candidat de la Jamiat Ulema-e-Islam soutenu par le Mouvement démocratique pakistanais. Sept sénateurs de ce dernier n'ont donc pas soutenu leur candidat lors du vote secret. Bilawal Bhutto Zardari doit démentir des rumeurs selon lesquelles des élus de la Ligue musulmane du Pakistan (N) n'auraient pas voté pour le candidat commun de l'opposition.